# Łukasz Szukała
Łukasz Szukała (Danzica, 26 maggio 1984) è un ex calciatore polacco, di ruolo difensore.

## Palmarès
- Campionato rumeno: 3

Steaua Bucarest: 2012-2013, 2013-2014, 2014-2015
- Supercoppa di Romania: 1

Steaua Bucarest: 2013